# Беккария, Марио
Марио Беккариа (18 июня 1920, Сант-Анджело-Лодиджано, Ломбардия — 22 ноября 2003, Сант-Анджело-Лодиджано, Италия) — политический деятель Италии, член Христианско-демократической партии.
Он работал мэром Сант-Анджело-Лодиджано с 1960 по 1964 годы, избирался депутатом Парламента Италии.
Марио слыл любителем музыки: в 50-е годы, он участвуя в ассоциации Амунди, помогал певцам и музыкантам Лодиджано.
В Сант-Анджело Лодиджано именем политика названа улица.